# Замчин
«Замчин» (монг. УБТЗ Замчин Хөлбөмбөгийн Клуб) — монгольский любительский футбольный клуб из Улан-Батора. Клубные цвета — красные и белые. Домашние матчи проводит на стадионе «Замчин», вмещающем 400 зрителей. Основан как коллектив железнодорожников в 1957 году. Во времена Монгольской Народной Республики являлся одним из сильнейших клубов страны (известно об одном чемпионстве и одном вице-чемпионстве). Помимо футбольного отделения, у «Замчина» имеются команды по многим другим видам спорта.

## История
Основан улан-баторскими железнодорожниками в 1957 году. В первый год своего существования команда принимала участие в чемпионате Улан-Батора и выиграла его, опередив предыдущего чемпиона «Хэдэлмэр», а также «Сойол», первого чемпиона всей Монголии. Следующее серьёзное достижение «Замчина» датировано 1974 годом: клуб стал вице-чемпионом Монголии, уступив золотые медали армейскому клубу «Алдар». В 1978 году «Замчин» единственный раз в своей истории выиграл чемпионат страны. После крушения Монгольской Народной Республики рабочие и армейские коллективы стали покидать элиту монгольского футбола, и «Замчин» не стал исключением. В 1990-е годы клуб вылетел из премьер-лиги и с тех пор участвует исключительно в любительских соревнованиях (и турнирах ветеранов как «Сэлэнгэ-Замчин»).

## Стадион
Как и все футбольные клубы Улан-Батора, представлявшие высший монгольский дивизион во времена МНР, «Замчин» играл на 20-тысячном Центральном стадионе. Покинув премьер-лигу в 1990-е годы, команда переехала на собственный скромный стадион «Замчин», вмещающий всего 400 человек.

## Достижения
- Чемпионат Монголии
  -  Чемпион (1): 1978
  -  Вице-чемпион (1): 1974

- Чемпионат Улан-Батора
  -  Чемпион (1): 1957

## Известные игроки
- Хандсурен Оюнбилег — вратарь, воспитанник клуба, выступал за «Замчин» в 1981-1993 годах[5]. В настоящее время выступает за «Сумида-Жипро» и является самым возрастным играющим профессиональным футболистом[6].

## Известные тренеры
- Лувсандор Сандагдорж — начинал тренерскую карьеру в «Замчине» в 1989-1994 годах, впоследствии возглавлял национальную сборную Монголии[7].